# Veguería
Una veguería o vicaría (antiguamente también veguerío) fue una jurisdicción administrativa medieval en Occitania (sur de Francia) y Cataluña (España). Toma su nombre de la demarcación correspondiente, el vicus, la ciudad de menor importancia.
Aparecida durante la época carolingia, la veguería era inicialmente la sede de la jurisdicción civil y penal dictada en nombre del conde o vizconde. Sin embargo, con el declive del poder local y el creciente poder de las jurisdicciones reales, las veguerías llegaron a convertirse en la jurisdicción menor, tratando solo asuntos rutinarios. Era administrada por un veguer (que procedía del vicarius comitis), es decir, un magistrado que actuaba en representación del conde, cuyas competencias variaban según regiones y épocas, desde juez penal a juez de paz.

## En Cataluña
Los primeros veguers fueron instalados por Ramón Borrell, y las formas de ejercer la autoridad variaron con el tiempo, hasta la posterior Generalidad de Cataluña, entre los Usatges de Barcelona y las leyes u ordenaciones establecidas por Jaime I en Valencia: los Fueros de Valencia.
La veguería es una demarcación territorial histórica de Cataluña de origen medieval, que existió desde el siglo XII hasta el XVIII, cuando las veguerías fueron sustituidas por corregimientos a raíz del Decreto de Nueva Planta promulgado por el rey Felipe V tras la guerra de sucesión española. Se trataba del territorio sobre el cual tenía potestad un «veguer», figura equivalente a la del «merinático» —o «merino»— y la del «corregidor».
Estas instituciones surgen como alternativa a los condados y mandaciones —propios del régimen feudal en el Alto Medievo— para reforzar el poder territorial del monarca, a través de un aparato administrativo más centralizado, frente al carácter doméstico de las instituciones señoriales. El «veguer», cuyo título viene del latín vicarius —representante de una autoridad superior— era un funcionario que asumía responsabilidades judiciales y de representación del conde de Barcelona en el territorio bajo su jurisdicción.

## Historia

### sigloXII
En el siglo XII existían diez veguerías, que se fueron ampliando a medida que el poder real se iba imponiendo a las jurisdicciones feudales hasta acabar instaurándose como demarcación territorial básica. En época de Jaime II de Aragón, conocido como el Justo eran:
- Veguería de Bages, o de Manresa, con la subveguería de Moyanés, que después pasa a depender de Barcelona.
- Veguería de Barcelona, con la subveguería del Vallés.
- Veguería de Berga, después subvegueria dependiente de Manresa.
- Veguería de Besalú, después subvegueria dependiente de Gerona.
- Veguería de Camarasa, después incorporada a la de Lérida.
- Veguería de Camprodón.
- Veguería de Cervera, con las subveguerías de Agramunt y de Prats de Rey.
- Veguería de Gerona.
- Veguería de Lérida, con la subveguería de Balaguer, después denominada veguería de Lérida, Pallars y Camarasa.
- Vegueria de Montblanch.
- Veguería de Osona, o de Vich.
- Veguería de Pallars, después subveguería dependiente de Lérida.
- Veguería de la Ral (San Pablo de Seguries), después subveguería dependiente de Osona.
- Veguería de Ribagorza, desaparecida durante el siglo XIV.
- Veguería de Ripoll, después subveguería dependiente de Osona.
- Veguería de Tarragona.
- Veguería de Tárrega.
- Veguería de Tortosa.
- Veguería de Villafranca del Panadés, con la subveguería de Igualada después incorporada a Barcelona.

### SiglosXVIyXVII
En los siglos XVI y XVII, esta figura empezó a entrar en conflicto con las responsabilidades de los poderes municipales, donde era el batlle (alcalde) quien tenía esta potestad. Del mismo modo, las veguerías convivían con otra división territorial propia de la Generalidad, las veredas y las colectas, que ejercían competencias en materia fiscal.
En el Anexo:Cataluña 1553 figura la Relación de las ciudades, villas y lugares del Principado de Cataluña, recogida por Tomás González, dividida en Colectas y Veguerías,

### Decreto de Nueva Planta(1716)
El artículo 31 y siguientes establecen un total de doce corregimientos cuyas jurisdicciones coincidían con las veguerías y subveguerías preexistentes:
- Tortosa (capital Tortosa).
- Tarragona (capital Tarragona; Montblanch, alcaldía mayor).
- Lérida (capital Lérida; Balaguer y Tárrega alcaldías mayores).
- Talarn (capital Talarn).
- Puigcerdá (capital Puigcerdá).
- Cervera (capital Cervera; Agramunt, alcaldía mayor).
- Manresa (capital Manresa; Berga, alcaldía mayor).
- Vich (capital Vich; Camprodón, alcaldía mayor).
- Gerona (capital Gerona; Besalú, alcaldía mayor).
- Mataró (capital Mataró; Granollers, alcaldía mayor).
- Villafranca del Panadés (capital Villafranca; Igualada, alcaldía mayor).
- Barcelona (capital Barcelona).

El Valle de Arán se mantiene como distrito especial sin agregarse a corregimiento.

### Ocupación francesa (1808-1814)
Con la entrada en España de las tropas napoleónicas, se establecen cuatro departamentos:
- Departamento del Ter, con capital en Gerona (Figueras y Vich, cabezas de distrito).
- Departamento de Montserrat, con capital Barcelona (Manresa y Villafranca cabezas de distrito).
- Departamento del Segre, con capital en Puigcerdá (Talarn, Solsona y Andorra, cabezas de distrito). El Valle de Arán es segregado de Cataluña.
- Departamento de las Bocas del Ebro, con capital en Lérida (Tortosa, Cervera y Tarragona cabezas de distrito). A este departamento se anexionan tierras de Aragón.

Finalmente en 1833 se lleva a cabo la división provincial en España. En 1931 tras la recuperación de la democracia, perdida con la dictadura de Primo de Rivera, se vincula definitivamente la representación electoral al ámbito provincial. Las aspiraciones de ciudades tan representativas como Tortosa, Manresa o Vich quedan truncadas definitivamente hasta hoy.

## La veguería en la Edad Contemporánea

### La Generalidad republicana
Los decretos de la Generalidad de Cataluña del 27 de agosto y el 23 de diciembre de 1936 dividieron Cataluña en treinta y ocho comarcas y nueve regiones, si bien en el proyecto de 1933 se utilizaba la denominación de veguería en lugar de la de región. La denominación de región fue finalmente cambiada por la de veguería el 1 de diciembre de 1937 por el presidente Lluís Companys, debido a las presiones de Antoni Rovira i Virgili. El final de la Guerra Civil eliminó cualquier división territorial distinta a las provincias.

### La veguería hoy
A finales del siglo XX empezó a estudiarse la división del territorio catalán en siete veguerías, que servirían como demarcación territorial. Así, en 2004 se proponían las siguientes veguerías, no obstante debido a la reciente sentencia del Tribunal Constitucional, hace una reinterpretación por la cual esta medida no se llevará a cabo:
- Barcelona, coincidente con el Ámbito Funcional Territorial (AFT) denominado Àmbit metropolità de Barcelona.
- Gerona (AFT: Comarques Gironines).
- Alto Pirineo y Arán (AFT: Alt Pirineu i Aran).
- Lérida (AFT: Ponent).
- Cataluña Central (AFT: Catalunya Central).
- Campo de Tarragona (AFT: Camp de Tarragona).
- Tierras del Ebro (AFT: Terres de l'Ebre).
- Panadés (AFT: Penedès).

La ley de veguerías ha suscitado diversas reivindicaciones por distintos sectores de la sociedad catalana. Por una parte, se reclama la creación de nuevas veguerías como el Alto Ter y el Panadés; y, por otra, existen disputas sobre la capitalidad y la nomenclatura de las veguerías.
En el caso del Alto Pirineo y Arán, el Consejo General de Arán ha reclamado que no puede integrarse en ninguna veguería, mientras que existen disputas entre Puigcerdá, Seo de Urgel y Sort sobre la capitalidad. El consejo comarcal de la Cerdaña ha pedido pertenecer a la veguería de la Cataluña Central, al mismo tiempo que los alcaldes de Montellà Martinet y Lles de Cerdaña amenazan a dicho consejo comarcal con pedir formar parte del Alto Urgel, si la Cerdaña pasa a pertenecer a la veguería de la Cataluña Central.
En la veguería de la Cataluña Central, Vich y Manresa se disputan ser su capital, mientras que en la comarca de Noya, por una parte, quieren integrarse en una veguería del Panadés, al propio tiempo que el alcalde de Igualada ha pedido formar parte de la veguería de Barcelona.
En el Campo de Tarragona, Tarragona reclama que la denominación sea la de veguería de Tarragona y que Tarragona sea la única capital, mientras que en Reus quieren que el nombre sea Campo de Tarragona y ser cocapital.
En las Tierras del Ebro hay una aspiración por la cocapitalidad por parte del Ayuntamiento de Amposta.
Por último, los alcaldes de Tarragona y Lérida, así como el presidente de la Diputación de Barcelona, piden que se paralice la ley de veguerías.
El 2 de febrero de 2010 el Gobierno de Cataluña aprobó el proyecto de ley de veguerías. En dicho proyecto se contemplan las veguerías de "Tierras del Ebro" (Terres de l'Ebre), Barcelona, "Lérida" (Lleida), "Alto Pirineo y Arán" (Alt Pirineu i Aran), "Cataluña Central" (Catalunya Central), "Gerona" (Girona) y "Campo de Tarragona" (Camp de Tarragona). En febrero de 2017, mediante una modificación se añadió la del "Panadés" (Penedès).
Todo ello queda sin efecto ya que toda modificación de los límites provinciales establecidos en la constitución es competencia del Estado.